# Estudiantes de La Plata
Club Estudiantes de La Plata este un club de fotbal argentinian cu sediul în La Plata, Provincia Buenos Aires. Rivala lui Estudiantes în derbiul La Plata este Club de Gimnasia y Esgrima La Plata.

## Jucători

### Lotul actual
La 28 iunie 2025.
| Nr. |           | Poziție | Jucător                                          |
| --- | --------- | ------- | ------------------------------------------------ |
| 1   | Argentina | P       | Fabricio Iacovich                                |
| 2   | Argentina | F       | Facundo Rodríguez                                |
| 4   | Argentina | F       | Román Gómez                                      |
| 5   | Argentina | M       | Santiago Ascacíbar (căpitan)                     |
| 6   | Argentina | F       | Santiago Núñez                                   |
| 7   | Argentina | M       | José Sosa                                        |
| 8   | Uruguay   | M       | Gabriel Neves                                    |
| 9   | Argentina | A       | Guido Carrillo                                   |
| 10  | Uruguay   | A       | Tiago Palacios                                   |
| 11  | Argentina | M       | Facundo Farías                                   |
| 12  | Argentina | P       | Matías Mansilla                                  |
| 13  | Argentina | F       | Gastón Benedetti                                 |
| 14  | Uruguay   | F       | Sebastián Boselli (împrumutat de la River Plate) |
| 15  | Paraguay  | F       | Santiago Arzamendia                              |
| 16  | Uruguay   | A       | Mauro Méndez                                     |
| 17  | Argentina | A       | Joaquín Tobio Burgos                             |
| 18  | Columbia  | A       | Edwuin Cetré                                     |
| 19  | Columbia  | A       | Alexis Manyoma                                   |

| Nr. |           | Poziție | Jucător              |
| --- | --------- | ------- | -------------------- |
| 20  | Argentina | F       | Eric Meza            |
| 21  | Argentina | M       | Ezequiel Piovi       |
| 22  | Argentina | M       | Alexis Castro        |
| 23  | Argentina | A       | Luciano Giménez      |
| 24  | Argentina | M       | Bautista Kociubinski |
| 25  | Argentina | M       | Cristian Medina      |
| 26  | Argentina | F       | Ramiro Funes Mori    |
| 27  | Argentina | A       | Lucas Alario         |
| 29  | Argentina | A       | Fabricio Pérez       |
| 30  | Argentina | P       | Rodrigo Borzone      |
| 32  | Argentina | M       | Mikel Amondarain     |
| 33  | Argentina | F       | Faustino Messina     |
| 35  | Argentina | F       | Valente Pierani      |
| 36  | Argentina | F       | Joaquín Pereyra      |
| 40  | Argentina | M       | Lucas Cornejo        |
| 42  | Argentina | A       | Matías Contrera      |
|     | Uruguay   | P       | Fernando Muslera     |

## Internaționali importanți
Atilio Demaria
Manuel Ferreira
Rodolfo Orlandini
Alejandro Scopelli
Adolfo Zumelzu
Alfredo Devincenzi
Juan Pedevilla
Ricardo Infante
Rafael Albrecht
Juan Carlos Obleniak
Nestor Toggeri
Patricio Hernandez
Luis Islas
Ricardo Rojas
Jorge Nuñez
Clemente Rodriguez
Juan Sebastián VerónPalmares:
Cupa Argentinei la fotbal amator: 1898-1899